# 性高潮障礙
性高潮障礙是一种性功能障碍，即一个人尽管受到足够多的刺激，但仍無法性高潮。性高潮障礙常常会引起性挫折。性高潮障礙在女性中的发生率(4.6%)远远高于男性，特別是更年期的女性更容易出現性高潮障礙。相反，性高潮障礙在年轻男性中則較為罕见。 